# W. Daniel Wilson
W. Daniel Wilson (* 3. Dezember 1950 in Missouri, USA) ist ein US-amerikanischer Germanist und war bis 2019 Professor für Germanistik an der Royal Holloway, University of London.

## Leben
Wilson studierte am Shimer College (Illinois, USA) und an der Cornell University mit Aufenthalten in Berlin und Göttingen. 1978 wurde er an der Cornell University mit einer Dissertation zur Erzählstrategie bei Christoph Martin Wieland (Doktorvater: Eric A. Blackall) zum Ph.D. promoviert. Nach Aufenthalten an der University of Toronto und der McGill University in Montreal war er von 1983 bis 2005 Professor an der University of California at Berkeley. Aufsehen erregte er mit seinem 1999 erschienenen Buch Das Goethe-Tabu, in dem er die politische Rolle des Geheimrates Goethe in Weimar auf Grund von umfangreichen Archivalien aus dem thüringischen Hauptstaatsarchiv Weimar analysierte. Auch seine vorangegangene Veröffentlichung Geheimräte gegen Geheimbünde hatte eine wissenschaftliche Kontroverse entfacht, u. a. in der Zeitschrift für deutsche Philologie (ZfdPh). In dieser Untersuchung wurde zum ersten Mal Goethes Tätigkeit im Geheimbund der Illuminaten durch neu aufgefundene Archivquellen in der sogenannten Schwedenkiste ausführlich untersucht.
2003 wurde Wilson zum Vizepräsidenten der Nordamerikanischen Goethe-Gesellschaft gewählt. Auf den damit verbundenen Schritt zum Präsidenten verzichtete er, als er 2006 nach Großbritannien umsiedelte, um an der Royal Holloway, University of London, zu lehren. Von 2008 bis 2020 war er Mitherausgeber der Zeitschrift Publications of the English Goethe Society.
Von 1994 bis 1996 leitete Wilson das Austauschprogramm der University of California an der Universität Göttingen. Im Jahre 2016 erhielt er von der Alexander von Humboldt-Stiftung den Reimar-Lüst-Preis für internationale Wissenschafts- und Kulturvermittlung.

## Veröffentlichungen in deutscher Sprache
- Humanität und Kreuzzugsideologie um 1780. Die „Türkenoper“ im 18. Jahrhundert und das Rettungsmotiv in Wielands „Oberon“, Lessings „Nathan“ und Goethes „Iphigenie“. Lang, New York [u. a.] 1984, ISBN 0-8204-0146-3
- Geheimräte gegen Geheimbünde. Ein unbekanntes Kapitel der klassisch-romantischen Geschichte Weimars. Metzler, Stuttgart 1991, ISBN 3-476-00778-2
- Unterirdische Gänge. Goethe, Freimaurerei und Politik. Wallstein-Verlag, Göttingen 1999, ISBN 3-89244-310-6
- Das Goethe-Tabu. Protest und Menschenrechte im klassischen Weimar. Deutscher Taschenbuch Verlag, 1999, ISBN 3-423-30710-2
- (Hrsg.): Goethes Weimar und die Französische Revolution. Dokumente der Krisenjahre. Böhlau, Köln/Weimar/Wien 2004, ISBN 3-412-14203-4
- Goethe, Männer, Knaben. Ansichten zur „Homosexualität“. Insel, Berlin, 2012, ISBN 3-458-17542-3
- Goethes Erotica und die Weimarer ›Zensoren‹. Wehrhahn, Hannover, 2015, ISBN 978-3-86525-451-1
- Der faustische Pakt. Goethe und die Goethe-Gesellschaft im Dritten Reich. DTV, München, 2018, ISBN 978-3-423-28166-9 (Online)
- Goethe und die Juden. Faszination und Feindschaft. C. H. Beck, München, 2024 ISBN 978-3-406-81494-5